# Augustin Van den Berghe
Augustin van den Berghe (Brugge, 13 oktober 1756 - Beauvais, 11 april 1836) was een Vlaams kunstschilder.

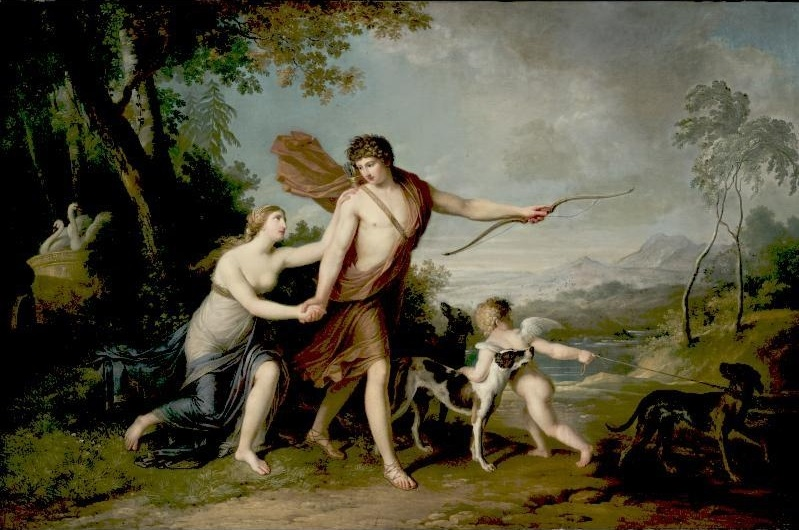
Venus en Adonis

Hij genoot zijn opleiding aan de Academie van Brugge onder Jan Garemijn. Daarna trok hij naar Parijs om zich verder te vervolmaken aan de École Académique en werd er in 1780 de leerling van de neoclassicistische schilder Joseph-Benoît Suvée.
Zijn voorkeur ging uit naar historische, allegorische en mythologische scènes, maar ook naar landschappen en portretten.
Hij werd benoemd tot tekenleraar aan de École Centrale in Beauvais, Frankrijk, waar hij ten slotte directeur werd.

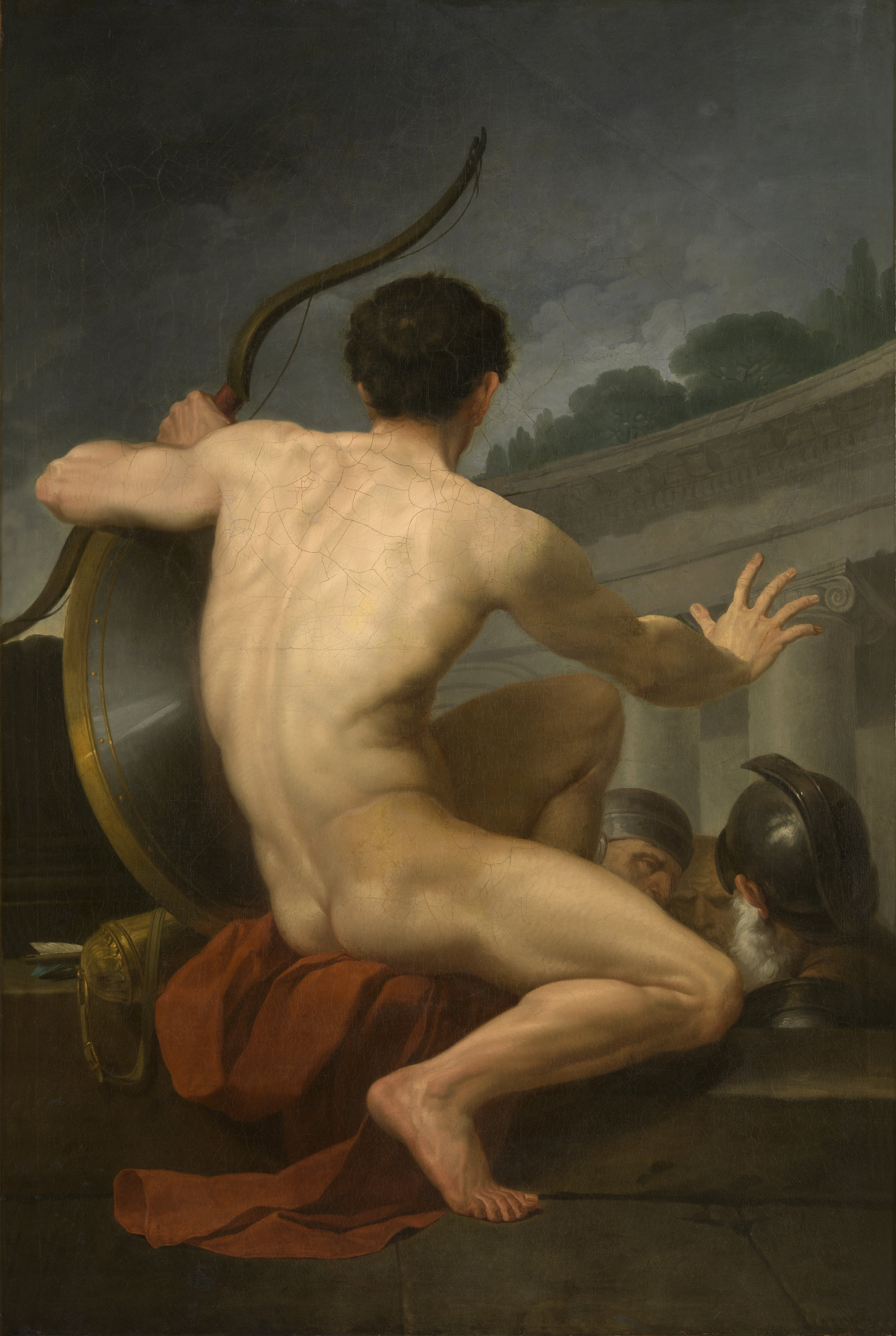
De naakte krijger (Groeningemuseum, Brugge)

Hij ontwierp in 1802 de kartons voor het wandtapijt La Paix d'Amiens (nu in het Galérie Nationale de Tapisserie in Beauvais).
Zijn zoon Charles-Auguste van den Berghe werd eveneens schilder. Om verwarring te vermijden, ondertekende Augustin van den Berghe op het einde van zijn loopbaan zijn schilderijen met "Van Den Berghe père".
- Bibliothèque nationale de France: cb149665637 (data)
- Biografisch Portaal: 84843514
- Gemeinsame Normdatei: 131679074
- International Standard Name Identifier: 0000 0000 6660 1424
- RKD-Nederlands Instituut voor Kunstgeschiedenis: 7189
- Union List of Artist Names: 500010765
- Virtual International Authority File: 7658521
- WorldCat: E39PBJk4BVpF8Xm6qj8Hkhx4bd